# Canal Nimy-Blaton-Péronnes
 (juin 2023).
Si vous disposez d'ouvrages ou d'articles de référence ou si vous connaissez des sites web de qualité traitant du thème abordé ici, merci de compléter l'article en donnant les références utiles à sa vérifiabilité et en les liant à la section « Notes et références ».
Le canal Nimy-Blaton-Péronnes est un canal en Belgique. Il relie Nimy (près de Mons, au niveau du lac du Grand Large), à Péronnes au niveau de l'Escaut. Il forme, avec le canal du Centre et le canal Charleroi-Bruxelles, la liaison entre l’Escaut et la Meuse.
Le canal remplace l’ancien canal Pommerœul-Antoing qui fut ouvert en 1826. À cette époque, le Borinage avait besoin d’un moyen de transport efficace pour livrer l’énorme quantité de charbon récolté dans les mines de la région.

## Écluses
Le canal profite de la faible pente de la vallée de la Haine et il n’a donc pas besoin de beaucoup d’écluses. Il n’en possède que deux à sa jonction avec l’Escaut pour surmonter une différence de niveau totale de 18,10 mètres. À Blaton, on retrouve également une porte de garde qui permet d’éviter à l’eau de s’en aller en cas de rupture de digue.
- Hauteur à Nimy : 33,80 m.
- Hauteur à Péronnes : 15,85 m jusqu'en 1995, puis 14,90 m depuis la suppression de l'écluse d'Antoing sur l'Escaut.

- Péronnes : écluse de 86 m x 12 m, hauteur de 12,50 m
- Péronnes : écluse de 86 m x 12 m, hauteur de 5,60 m

## Trafic
- 1987 : 2 577 péniches pour un tonnage global de 790 000 tonnes
- 1990 : 3 506 péniches pour un tonnage global de 927 000 t.
- 2000 : 5 315 péniches pour un tonnage global de 1 686 000 t.
- 2004 : 5 578 péniches pour un tonnage global de 2 074 000 t.
- 2005 : 6 259 péniches pour un tonnage global de 2 277 379 t.

## Liaisons avec d’autres voies navigables
- Canal Blaton-Ath : à Blaton[1]
- Canal Pommerœul-Antoing : à Blaton (n'est plus navigable actuellement)
- Canal Pommerœul-Condé : à Pommerœul
- Canal du Centre : Grand Large à Nimy
- Fleuve Escaut : à Péronnes-lez-Antoing

## Galerie

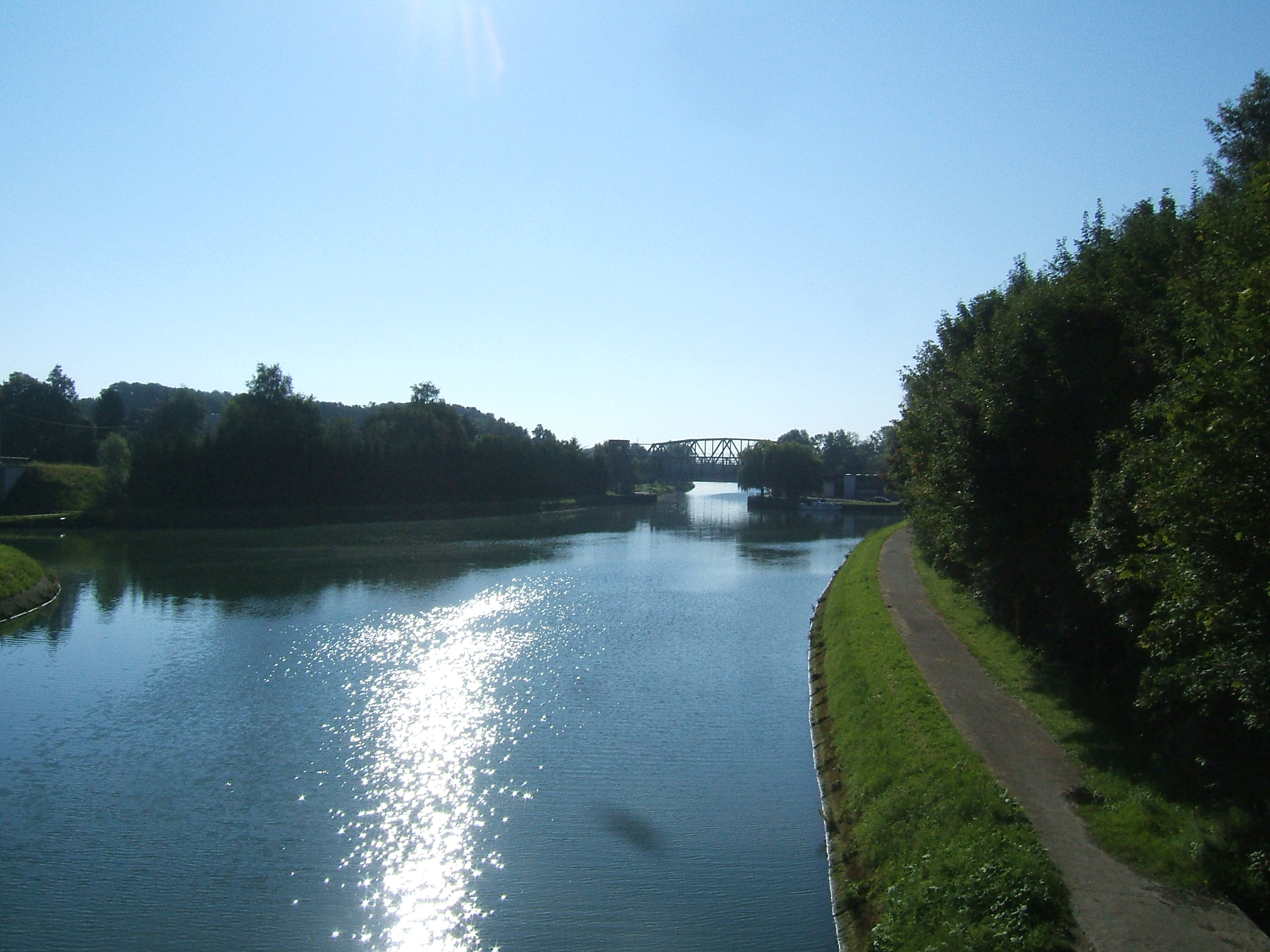
Le canal à Nimy.
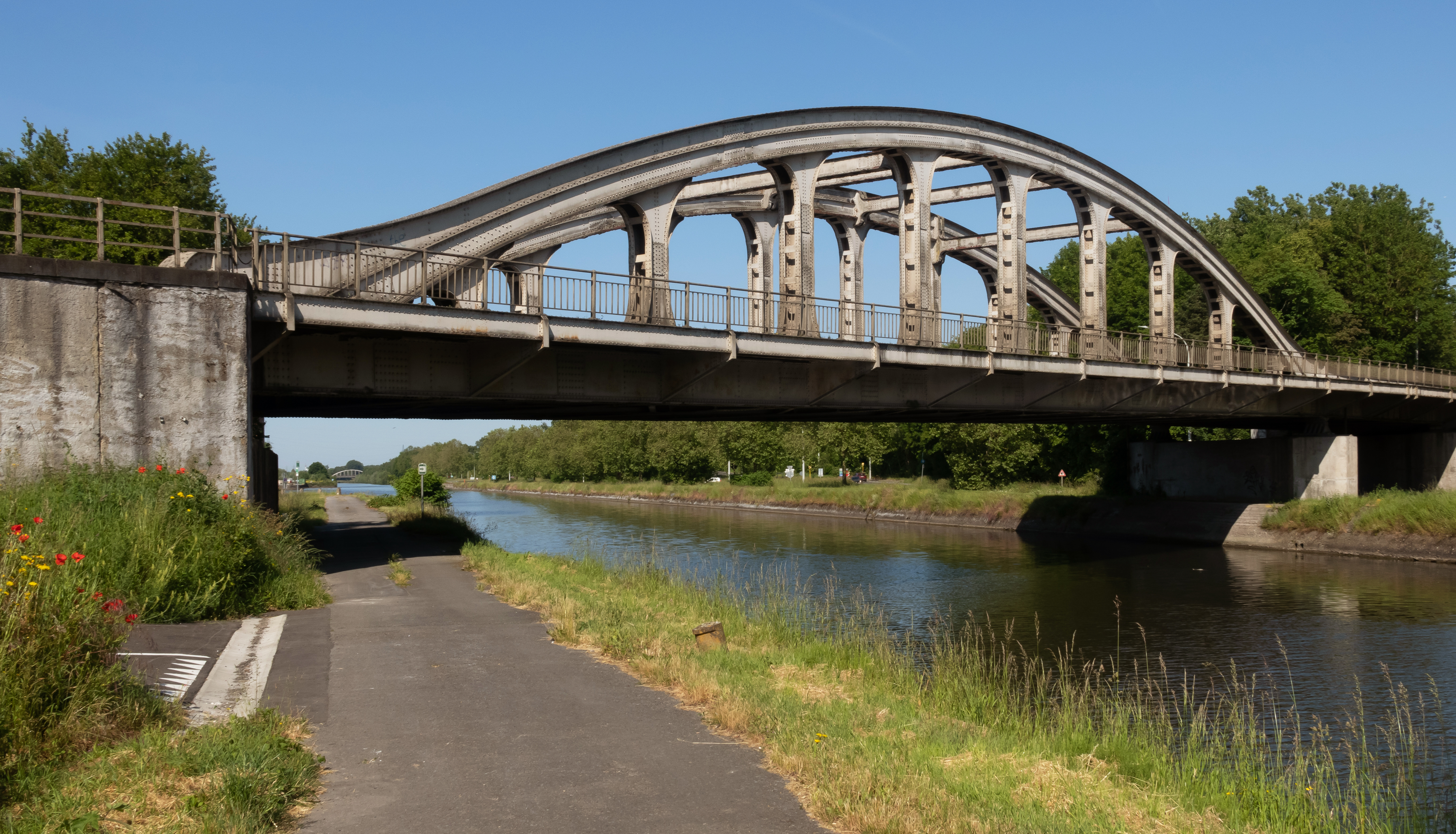
Le pont près de Recotri sur le canal Nimy-Blaton-Peronned
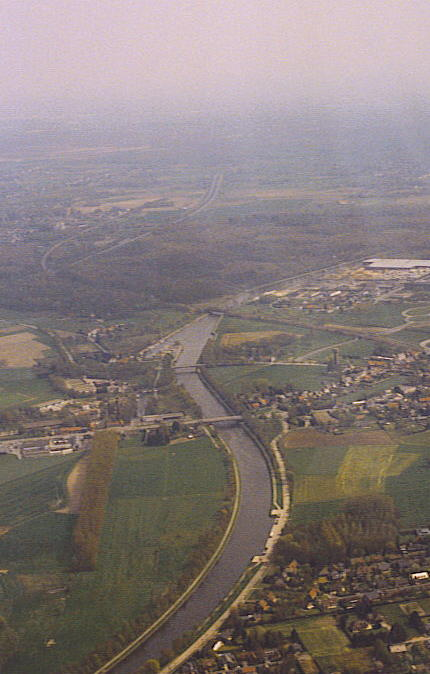
Vue aérienne du canal Nimy-Blaton-Péronnes.
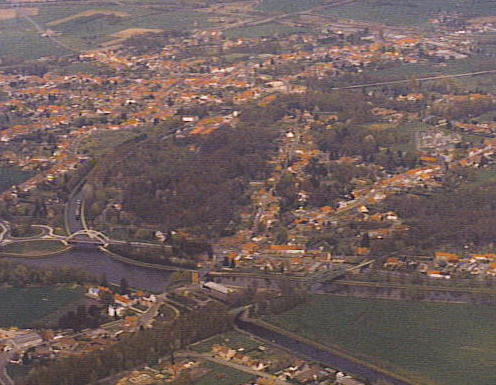
Jonction à Blaton avec les canaux Blaton-Ath et Pommerœul-Antoing.